# 한철수
한철수는 대한민국의 텔레비전 드라마 연출감독이다.

## 드라마
- 1998년 MBC 아침드라마 《맏이》 ... 공동연출
- 2000년 MBC 수목미니시리즈 《이브의 모든 것》 .. 공동연출
- 2002년 MBC & 도쿄방송 합작드라마 《프렌즈》... 공동연출
- 2003년 MBC 아침드라마 《그대 아직도 꿈꾸고 있는가》 ... 공동연출
- 2004년 MBC 아침드라마 《열정》 ... 연출
- 2007년 MBC 주말 특별기획드라마 《9회말 2아웃》 ... 연출
- 2008년 SBS 월화드라마 《식객》 ... 공동연출
- 2012년 MBN 주말특별기획드라마 《사랑도 돈이 되나요》 ... 연출
- 2014년 JTBC 일일연속극 《귀부인》 ... 연출
- 2016년 MBC 토요드라마 《마이 리틀 베이비》 ... 연출
- 2019년 MBN 수목 미니시리즈 《우아한 가》 ... 연출
- 2022년 SBS 금토 미니시리즈 《어게인 마이 라이프》 ... 공동연출
- 2023년 ENA 수목 미니시리즈 《오랫동안 당신을 기다렸습니다》